# フェデリカ・スクアルチーニ
フェデリカ・スクアルチーニ（Federica Squarcini、2000年9月24日 - ）は、イタリアの女子バレーボール選手。イタリア代表。

## 来歴

### クラブチーム
ポンテデーラ出身。2015年、ユースチームのLiu Jo Modenaと契約しバレーボール選手としてのキャリアをスタート。Anderliniでのプレーを経て、2017/18シーズンはセリエB1のVolley Academy Sassuoloへ加入。翌シーズンはセリエA2へ昇格を果たした。2019/20シーズンはモンツァへ移籍し、2020/21シーズンのリーグでは3位、CEVカップ優勝となった。2021/22シーズンはクーネオ・グランダ・バレーでプレーした。2022/23シーズンよりイモコ・コネリアーノと契約し、セリエA1リーグ、イタリアカップ、世界クラブ選手権で優勝を果たした。

### 代表チーム
アンダーカテゴリーの代表として2019年のU-20世界選手権で銀メダルを獲得。2021年にシニアのイタリア代表に初選出される。2023年、ネーションズリーグ、パリ五輪予選に出場した。

## 球歴
- ネーションズリーグ - 2021年、2022年、2023年
- オリンピック予選 - 2023年
- 欧州選手権 - 2023年

## 所属クラブ
- Liu Jo Modena（2015-2016年）
- Anderlini（2016-2017年）
- Volley Academy Sassuolo（2017-2019年）
- モンツァ（2019-2021年）
- クーネオ・グランダ・バレー（2021-2022年）
- イモコ・コネリアーノ（2022-2024年）
- イゴール・ゴルゴンゾーラ・ノヴァーラ（2024年-）